# Laguna Walay
La laguna Walay es una laguna amazónica de Bolivia, ubicada en las tierras bajas del país. Administrativamente se encuentra en el municipio de San Ramón de la provincia de Mamoré en el departamento del Beni. Tiene unas dimensiones de 7,17 kilómetros de largo por 3,21 kilómetros de ancho y una superficie de 11,22 kilómetros cuadrados (km²). Se encuentra a 7 km al este de la laguna Rosario, y a 19,4 km de la laguna Grande.